# Wilfred Bouma
Wilfred Bouma (Helmond, Países Bajos, 15 de junio de 1978) es un exfutbolista de nacionalidad neerlandesa. Jugaba de defensa y su primer equipo fue el PSV Eindhoven.

## Selección nacional
Fue internacional con la selección de fútbol de los Países Bajos en 37 ocasiones en las que anotó un gol.

### Participaciones en Copas del Mundo
| Mundial                                | Sede  | Resultado    |
| -------------------------------------- | ----- | ------------ |
| Copa Mundial de Fútbol Juvenil de 1995 | Catar | Primera fase |

### Participaciones en Eurocopas
| Eurocopa      | Sede              | Resultado        |
| ------------- | ----------------- | ---------------- |
| Eurocopa 2004 | Portugal          | Semifinales      |
| Eurocopa 2008 | Austria y Suiza   | Cuartos de final |
| Eurocopa 2012 | Polonia y Ucrania | Primera fase     |

## Clubes
| Club             | País         | Año       |
| ---------------- | ------------ | --------- |
| PSV Eindhoven    | Países Bajos | 1994-1995 |
| MVV Maastricht   | Países Bajos | 1996-1998 |
| Fortuna Sittard  | Países Bajos | 1998-1999 |
| PSV Eindhoven    | Países Bajos | 2000-2005 |
| Aston Villa F.C. | Inglaterra   | 2005-2010 |
| PSV Eindhoven    | Países Bajos | 2010-2013 |

## Palmarés

### Campeonatos nacionales
| Título                        | Club          | País         | Año     |
| ----------------------------- | ------------- | ------------ | ------- |
| Copa de los Países Bajos      | PSV Eindhoven | Países Bajos | 1995-96 |
| Eredivisie                    | PSV Eindhoven | Países Bajos | 1996-97 |
| Supercopa de los Países Bajos | PSV Eindhoven | Países Bajos | 1996-97 |
| Copa de los Países Bajos      | PSV Eindhoven | Países Bajos | 1999-00 |
| Eredivisie                    | PSV Eindhoven | Países Bajos | 1999-00 |
| Eredivisie                    | PSV Eindhoven | Países Bajos | 2000-01 |
| Supercopa de los Países Bajos | PSV Eindhoven | Países Bajos | 2000-01 |
| Supercopa de los Países Bajos | PSV Eindhoven | Países Bajos | 2001-02 |
| Eredivisie                    | PSV Eindhoven | Países Bajos | 2002-03 |
| Supercopa de los Países Bajos | PSV Eindhoven | Países Bajos | 2003-04 |
| Copa de los Países Bajos      | PSV Eindhoven | Países Bajos | 2004-05 |
| Eredivisie                    | PSV Eindhoven | Países Bajos | 2004-05 |
| Copa de los Países Bajos      | PSV Eindhoven | Países Bajos | 2011-12 |
| Supercopa de los Países Bajos | PSV Eindhoven | Países Bajos | 2012-13 |

- Datos: Q294749
- Multimedia: Wilfred Bouma / Q294749